# 陳慶之
陳慶之（ちん けいし、484年 - 539年）は、中国の南朝梁の武将。字は子雲。義興郡国山県の出身。梁に侵入する北魏に対して、たびたび勝利した。配下の軍は全員が白袍を身に纏っていたと伝わる。

## 人物
幼いころから、斉の有力者の蕭衍に仕えていた。蕭衍が梁を興すと、陳慶之はそのまま梁に仕えることになる。その後、普通6年（525年）には宣猛将軍・文徳主帥に、普通7年（526年）には東宮直閤・関中侯に昇進。大通元年（527年）には曹仲宗・韋放らと共に蕭衍出征した際に、15万の軍を相手に勝利する作戦を実行するなどの武功を重ねた。
中大通元年（529年）、北魏の北海王である元顥が梁に亡命してきた時、彼を北魏に送るよう蕭衍から命じられる。陳慶之は、伝説指揮下の兵7000人のみを率いて洛陽を陥落させることに成功した。敵国である北魏の国内が反乱などにより混乱し、著しく弱体化していたこともあるとはいえ、これほど少数の兵で北伐を成功させた例はない。洛陽まで47戦、すべてに勝利し32城を陥落させた。しかし、北海王が洛陽の防備を固めず、さらに陳慶之の功績を警戒して彼を遠ざけたことから、陳慶之の部下が元顥を殺害して自立するように勧めるが固辞している。そうして北魏の爾朱栄の反撃を許してしまい、陳慶之は善戦したが、はるかに兵力が劣っていたため軍は全滅し（『梁書』では渡河の途中で洪水に遭い全滅したとある）、陳慶之自身は僧に変装して帰還した。梁の武威を轟かせたとの蕭衍の判断により、右衛将軍・永興県侯に封ぜられ、邑1500戸を領した。
その後も武将として戦い続け、徐州で乱を起こした蔡伯龍らを討伐（年代不明）、中大通2年（530年）には都督南北司西豫豫四州諸軍事・南北司二州刺史として前戦に赴き、北魏の潁州刺史の婁起を破る、反乱を起こした侯景を大同2年（536年）に撃退するなどの戦果を挙げている。その一方、『資治通鑑』などには東魏の堯雄と何度か交戦し、敗北した記述も残されている。また、中大通2年（530年）には田を6千頃開墾して2年後には倉を一杯にしたとの記述もあり、行政手腕にも長けていたとされる。
大同5年（539年）、死去。散騎常侍・左衛将軍を追贈される。諡は武。

## 評価
陳慶之は、その武功からもわかる通り、指揮官としての能力は卓越していたが、個人としては馬術も武芸も得意ではなかったという。
洛陽攻略の際、童謡で「将軍達で固く守らないものはなく、大軍であっても白袍を避ける」（原文：大將名師莫自牢、千軍萬馬避白袍）と謡われたとする記述が残る。
『梁書』には廉頗・李牧・衛青・霍去病に次ぐと記され、その将才を高く評価されている。また、『侍従軍神』には毛沢東が高く評価していたと記述されている。

## 子女
- 陳昭（後嗣）
- 陳昕
- 陳暄

## 伝記資料
- 『梁書』巻32 列伝第26
- 『南史』巻61 列伝第51